# Kahoolawe
Kahoolawe  (havajsky Kahoʻolawe) je nejmenší ostrov z osmi hlavních Havajských ostrovů, které se nacházejí v severovýchodní části Tichého oceánu. Ostrov je neobydlený a má rozlohu 115,6 km². Nachází se 11 km jihozápadně od ostrova Maui. Kahoolawe je částí státu Havaj, který je 50. spolkovým státem Spojených států amerických. Jedná se o štítovou sopku.

## Dějiny
Ostrov byl vždy řídce osídlen kvůli suchému klimatu a nedostatku zdrojů pitné vody. Obyvatelů nebylo více než několik stovek a zabývali se převážně rybolovem. V 18. století se kvůli válkám zcela vylidnil. Král Kamehameha III. zde kolem roku 1830 zřídil trestaneckou kolonii, ale kvůli nedostatku vody a jídla někteří vyhnanci vyhladověli a někteří prý přeplavali přes úžinu na Maui ve snaze získat jídlo. Zákon o vyhnanství byl následně roku 1853 zrušen.
Během 2. světové války zde americká vláda zřídila vojenské cvičiště, na kterém trénovali piloti bombardérů a probíhaly pokusné výbuchy. Toto využití pokračovalo i během války v Koreji a v roce 1965 zde proběhla operace Sailor Hat, během které byla pomocí 500 tun TNT odpálena loď USS Atlanta (CL-104).